# Epigonus waltersensis
Epigonus waltersensis är en fiskart som beskrevs av Nikolai V. Parin och Abramov, 1986. Epigonus waltersensis ingår i släktet Epigonus och familjen Epigonidae. Inga underarter finns listade i Catalogue of Life.